# 청주 용화사 석조불상군
청주 용화사 석조불상군(淸州 龍華寺 石造佛像群)은 충청북도 청주시 흥덕구 사직동, 용화사에 있는 고려시대의 불상이다.
1989년 4월 15일 대한민국의 보물 제985호 청주용화사석불상군(淸州龍華寺石佛像群)으로 지정되었다가, 2010년 8월 25일 현재의 명칭으로 변경되었다.

## 개요
용화사 법당 상량문(上樑文:건축공사의 시작과 끝, 참여자의 이름을 기록한 글)에 의하면 이곳은 1902년에 만든 절로, 엄비(嚴妃)의 꿈에 청주에서 7구의 석불이 나타나 집을 지어달라고 간청하자, 사람을 보내어 청주 서북쪽의 냇가에서 이들 석불을 발견하였다는 유래가 있다. 그리하여 용화사를 세우고 미륵보전에 7구의 석불을 모시게 된 것이다.
5구의 불상과 2구의 보살상으로 되어있는 석불들은 모두 거대한 불상이라는 점이 주목되는데 최고 5.5m, 최저 1.4m이다. 이들 중 왼쪽 3번째의 불상은 머리 위에 솟아 있는 상투 모양의 머리(육계)가 유난히 크다. 옷은 양 어깨를 감싸고 있으며 신체는 전체적으로 양감이 풍부하며 가슴 부위에 卍 자가 양각되어 있다. 왼쪽 5번째 불상은 독특한 옷주름이 있고, 뒷면에는 거대한 나한상(羅漢像)이 조각되었는데 이는 후대에 만들어진 것으로 보인다. 이외에 머리 부분과 양 손을 나중에 보수한 석조여래입상은 머리 위에 상투 모양의 머리묶음이 큼직한 것이 특징이다.
7구의 불상들은 모두 양 어깨를 감싼 옷을 입고 있는 입상과 좌상으로 얼굴과 세부기법, 특히 옷주름 표현과 손모양 등을 감안할 때 고려시대에 만들어진 것으로 여겨진다.

## 같이 보기
- 용화사

## 참고 자료
- 청주 용화사 석조불상군 - 국가유산청 국가유산포털